# Тереладзе, Акакий Лукич

Наградной лист к званию Героя Советского Союза

Акакий Лукич Терела́дзе (1923—1943) — участник Великой Отечественной войны, старший лейтенант, командир роты 955-го стрелкового полка (309-я стрелковая дивизия, 40-я армия, Воронежский фронт) Герой Советского Союза.

## Биография
Родился 26 мая 1923 года в селе Гвазаури ныне Цулукидзевского района Грузии в крестьянской семье. Образование среднее.
В 1941 году был мобилизован в Красную армию. В августе попал на фронт. В 1942 году окончил Тбилисское военное пехотное училище, в том же году вступил в ВКП(б).
В звании старшего лейтенанта командовал ротой 955-го стрелкового полка 309-й стрелковой дивизии 40-й армии Воронежского фронта. В составе 40-й армии принимал участие в Острогожско-Россошанской наступательной операции (13 — 27 января 1943 года) по разгрому венгерских и итальянских войск противника и в боях за освобождение города Острогожск; Воронежско-Касторненской наступательной операции (24 января — 2 февраля 1943 года); затем в Харьковской наступательной операции (2 февраля — 3 марта 1943 года) и первом освобождении городов Белгород, Богодухов, Ахтырка.
За отличие в Харьковской операции получил свой первый орден — Красной Звезды.
Из наградного листа:

С 22.07.1942 года в обороне на Дону тов. Тереладзе командовал стрелковым взводом до 14.01.1943 года. После этого за отличное выполнение боевых приказов был назначен заместителем командира роты, а в феврале 1943 года назначен на должность командира стрелковой роты.
В боях за город Богодухов рота тов. Тереладзе ворвалась с фланга на окраину города и внезапным ударом уничтожила хозяйственный взвод противника. Уничтожено до 50 фрицев, 20 лошадей, захвачено много трофеев.
В районе с. Томаровка рота тов. Тереладзе прикрыла отход батальона.
За проявленную храбрость и отвагу тов. Тереладзе достоин правительственной награды — ордена «Красная Звезда».

Командир 955 стрелкового полка майор Давыдов— Наградной лист к ордену Красной Звезды
С 4 по 25 марта 1943 года, когда в результате германского контрнаступления войска Воронежского фронта вынуждены были под угрозой окружения отступить, оставив освобождённые города, участвовал в оборонительных боях восточнее Харькова.
В составе 1-й танковой армии участвовал с 7 по 9 июля 1943 года на южном фасе Курской дуги в упорных оборонительных боях на Обоянском направлении в Ивнянском районе Белгородской области (южнее города Обоянь), где его дивизия сыграла решающую роль в остановке наступления противника на этом участке фронта. 12 июля 1943 года дивизия принимала участие в контрударе 1-й танковой армии, а затем с 18 по 23 июля в составе 6-й гвардейской армии — в общем наступлении Воронежского фронта, в результате которого было полностью восстановлено положение, которое его войска занимали в начале Курской битвы. За воинское отличие в этих боях был награждён орденом Красного Знамени.
Из наградного листа:

Товарищ Тереладзе за период боевых действий с 11 по 30 июля 1943 года показал себя смелым, отважным и хорошо знающим военное дело командиром.
17 июля 1943 года в бою под Новоселовкой товарищ Тереладзе со своей ротой штурмом занял вражеские траншеи, уничтожив при этом свыше двух взводов пехоты противника. В бою за высоту 156,6 с группой бойцов в 20 человек атаковал вражеские окопы, забросал их гранатами и лично уничтожил 18 солдат и одного офицера противника. Когда вышел из строя расчет станкового пулемета, тов. Тереладзе лично стал за пулемет и открыл ураганный огонь по отходящему противнику, уничтожив при этом до взвода пехоты. Будучи контуженным, тов. Тереладзе не покинул поле боя до его окончания. За умелое руководство ротой в бою, личную отвагу, храбрость и мужество достоин представления к правительственной награде — ордену «Красное Знамя».

Командир 955 стрелкового полка майор Давыдов— Наградной лист к ордену Красного Знамени

### Подвиг
В дальнейшем 309-я стрелковая дивизия в составе 40-й армии участвовала в Белгородско-Харьковской наступательной операции (3 — 23 августа 1943 года) — заключительном этапе Курской битвы, в том числе в освобождении города Лебедин Сумской области, затем в Сумско-Прилукской наступательной операции (26 августа — 30 сентября 1943 года), в ходе которой освобождала Сумскую, Черниговскую и Киевскую области левобережной Украины, в том числе города Лохвица и Пирятин Полтавской области. 23 сентября 1943 года дивизия вышла к Днепру напротив села Балыко-Щучинка Кагарлыкского района Киевской области.
Особо отличился при форсировании Днепра и в боях на плацдарме. Погиб в бою 2 октября 1943 года.
Из наградного листа на присвоение звания Героя Советского Союза:

Тов. Тереладзе при форсировании реки Днепр проявил исключительный героизм и организаторские способности. Под сильным артиллерийским, минометным и пулеметным огнем противника переправился на правый берег Днепра со своей ротой, где сразу же вступил в неравную жестокую схватку с врагом. Благодаря умелому руководству ротой в бою разгромил 51-й моторизованный запасной пехотный батальон противника, овладел селом Монастырек и высотой 175,4. Закрепившись, отразил 22 контратаки противника, из которых 8 танковых с превосходящими силами.
На боевые порядки роты тов. Тереладзе противник бросил танки, самоходные пушки и до двух батальонов пехоты. Тов. Тереладзе бросил клич бойцам: «Умрем, но завоеванный правый берег не отдадим фашистским гадам, смелее бейте их, мы — храбрецы, Родина нас не забудет!» Атака была отбита, бойцы уничтожили 3 танка, 4 станковых пулемета и много другой техники. Плацдарм был удержан. В этом ожесточенном бою пал смертью героя тов. Тереладзе.
За период наступательных действий тов. Тереладзе лично уничтожил 125 немецких солдат и офицеров.
За проявленный героизм в бою и самопожертвование, за умелое руководство боевыми операциями достоин высшей правительственной награды — присвоения звания Героя Советского Союза.
Командир 955 стрелкового полка майор Давыдов
20 октября 1943 года— Наградной лист к званию Героя Советского Союза
Указом Президиума Верховного Совета СССР «О присвоении звания Героя Советского Союза генералам, офицерскому, сержантскому и рядовому составу Красной Армии» от 10 января 1944 года за «образцовое выполнение боевых заданий командования на фронте борьбы с немецкими захватчиками и проявленные при этом отвагу и геройство» старшему лейтенанту Тереладзе Акакию Лукичу посмертно присвоено звание Героя Советского Союза.
Похоронен в братской могиле в городе Ржищев, Киевской области Украины.

## Награды
- Медаль «Золотая Звезда»(10.01.1944)[2].
- Орден Ленина (13.11.1943)[2]
- Орден Красного Знамени (18.08.1943)[3]
- Орден Красной Звезды(17.07.1943)[3]

## Память
- Его имя увековечено в Главном Храме Вооружённых сил России, и навсегда запечатлено на мемориале «Дорога памяти»